# Expeditio reversalis
Die Expeditio reversalis (polnisch Wyprawa odwrotowa) war ein militärischer Konflikt, der im Jahr 1419 zwischen dem Deutschen Orden und dem Königreich Polen sowie dessen Verbündetem Litauen stattfand. Der polnisch-litauische Kriegszug gegen den Deutschen Orden wurde abgebrochen, bevor es zu Kampfhandlungen kam.

## Hintergrund
Die Expeditio reversalis reiht sich ein in die Geschichte der Polenkriege des Deutschen Ordens. Nachdem der litauische Großfürst Jogaila (Jagiełło) um 1384 zum Christentum übergetreten war und nun in Personalunion auch das polnische Königreich regierte, waren die noch ungesicherten Erwerbungen des Ordens in Samogitien und den Pommerellen gefährdet. Der Samogitenaufstand von 1409 war Anlass für einen weiteren Krieg gewesen, welcher durch die Schlacht von Tannenberg 1410 zugunsten der Litauer und Polen entschieden wurde. Im Ersten Frieden von Thorn waren 1411 hohe Reparationszahlungen an das Königreich Polen festgelegt worden, die der Orden nur mit Mühe teilweise aufbringen konnte, hingegen wurden dem Orden noch keine Gebietsabtretungen auferlegt. Auch der Hungerkrieg von 1414 und das Konzil von Konstanz von 1415 brachten keine endgültige Streitbeilegung. Jagiełło schloss mit dem König von Dänemark, Norwegen und Schweden sowie Herzog von Pommern-Stolp Erik VII. im Juni 1419 ein Bündnis gegen den Orden.

## Kriegsverlauf
Jagiełło zog das polnisch-litauische Heer im Juli bei Czerwińsk nad Wisłą zusammen und marschierte Richtung Ordensland. Der Großmeister Michael Küchmeister schickte Boten aus, die auf eine Verlängerung des Waffenstillstands von 1414 hinarbeiten sollten. Der polnisch-litauische Kriegszug wurde am 26. Juli bei Lubowidz abgebrochen und man einigte sich darauf, dass der ungarische König Sigismund einen Schiedsspruch zwischen den verfeindeten Parteien erlassen sollte. Bereits 1412 kam es zum Ausgleich zwischen Jagiełło und Sigismund im Vertrag von Lublau, so dass er für Jagiełło als geeigneter Schiedsrichter erschien.

## Folgen
Der Schiedsspruch von Breslau von Sigismund aus dem Jahr 1420 wurde von Polen und Litauen nicht akzeptiert. Zwischen Jagiełło und Sigismund kam es weiter zum Zerwürfnis, als Žygimantas Kaributaitis die Hussiten in Böhmen unterstützte. Dagegen schloss Jagiełło 1421 mit dem Brandenburgischen Kurfürsten Friedrich I. in Krakau ein Bündnis gegen den Deutschen Orden ab. Da Sigismund nun eine polnisch-litauische Intervention in Böhmen zu Gunsten der Hussiten befürchtete, drängte er den Großmeister Paul von Rusdorf zum Krieg gegen Polen. Es kam 1422 zum Gollub-Krieg zwischen Polen-Litauen und dem Deutschen Orden.